# Panamá Viejo
Het Archeologisch Panama Viejo en historisch distrist van Panama-Stad is het resterende deel van het oude Panama-Stad. Het gebied beslaat het gebied van de voormalige hoofdstad van het land. Het is gelegen in de buitenwijken van de moderne stad. In 1997 werd het gebied ingeschreven op de werelderfgoedlijst.
De stad werd gesticht op 15 augustus 1519 door Pedro Arias Dávila. Met zo'n 100 inwoners was het de eerste permanente nederzetting aan de Stille Oceaan op dat moment. Vanaf deze stad werden expedities opgezet die het Incarijk aanvielen. Het was eveneens een doorvoerplaats van zilver en goud dat naar Spanje werd vervoerd. In 1610 bereikte de stad een populatie van 5000, met 500 woningen en een aantal kloosters en kapellen, een ziekenhuis en een kathedraal. In 1670 telde de stad 10.000 inwoners.